# Tristan-Patrice Challulau
 (mai 2018).
Si vous disposez d'ouvrages ou d'articles de référence ou si vous connaissez des sites web de qualité traitant du thème abordé ici, merci de compléter l'article en donnant les références utiles à sa vérifiabilité et en les liant à la section « Notes et références ».
Tristan-Patrice Challulau (né le 13 novembre 1959 à Aix-en-Provence) est un compositeur français.

## Biographie
En 1991, il remporte le premier prix de composition lors du Concours musical international Reine Élisabeth de Belgique.
En 1996, il est pensionnaire de la Fondation de Lourmarin Laurent-Vibert. 
En 1996 et 1997, Tristan-Patrice Challulau est membre de la Casa de Velázquez à Madrid, où il écrit entre autres un Requiem in memoriam Baudoin 1er (enregistré en CD). 
Entre 1977 et 2018, il est compositeur indépendant (Membre du groupe Polymus, du MIM -Laboratoire Musique Informatique de Marseille- et du groupe Décadanse). Il a été également l'invité du Round Top Festival (Texas) où il a écrit Round Top eagles, pièce pour piano main gauche seule, orchestrée en concerto pour piano et orchestre une dizaine d'années plus tard.